# 米兰比科卡大学
45°30′52″N 9°12′48″E / 45.51444°N 9.21333°E
米兰比科卡大学（Università degli Studi di Milano-Bicocca）是一所位于意大利米兰的公立高等教育机构。

## 历史
在1980年代中期，米兰大学的学生人数已极度膨胀不便管理，人们开始考虑拆分这所大学。1993年9月市议会通过决议在比科卡区设立新的校区。1998年6月“米兰第二大学”成立，1999年12月改为现名。该校筹备时的院系多为理工类，后来原米兰大学的经济学和法学院也转入这所新的大学。
该校主校区位于米兰北郊，在1980年代原为皮雷利工业区，后由建筑师维托里奥·格雷戈蒂重新设计。有9大学院：经济学、计算机科学、社会学、医学（院址在蒙扎，与主校区分开）、心理学、教育科学、法学、统计科学、数学和自然科学。自2005年起，学生总数常年保持在30000人以上。2014年世界大学学术排名将该校排在国内9-12位，世界301-400位，物理学专业是该校的强项。